# Apiculture dans les Pyrénées-Orientales
L'apiculture dans les Pyrénées-Orientales est l'ensemble des activités visant à élever des abeilles domestiques dans le département français des Pyrénées-Orientales, en particulier pour la production de miel.

## Histoire
En 1857, Antoine Siau dénombre 19 829 ruches pour 1 601 apiculteurs, avec une production totale de 94 406 kg de miel et 17 835 kg de cire.
En 1922 est fondée la Société d'Apiculture des Pyrénées-Orientales, qui devient en 1945 le Syndicat d'Apiculture des Pyrénées-Orientales (SAPO). En 1955, est fondé un autre syndicat apicole, le Rucher Catalan. EN 1958, le SAPO et le Rucher Catalan fusionnent pour former un nouveau syndicat, l'Union Syndicale Apicole du Roussillon (USAR), qui existe encore à ce jour.
En 1972 est créé le Rucher École, puis en 1989 une Maison de l'apiculture à Ille-sur-Têt.
L'apiculture dans les Pyrénées-Orientales en 2019 totalise 12 000 ruches, exploitées pour les trois quarts d'entre elles par des apiculteurs professionnels.

## Économie
En 2019, le secteur de l'apiculture dans les Pyrénées-Orientales regroupe 250 producteurs, dont une quarantaine ont un statut d’exploitant professionnel, avec plus de 200 ruches. Ces dix dernières années, quinze jeunes apiculteurs ont profité des aides à l'installation pour démarrer leur activité.

#### Sites officiels
- « Apiculture », chambre d'agriculture des Pyrénées-Orientales
- Site officiel de l'Union syndicale apicole du Roussillon

#### Ouvrages et articles
- Antoine Siau, Rapport sur l'industrie abeillère des Pyrénées-Orientales, Perpignan, impr. de J.-B. Alzine, 1857 (lire en ligne)
- Pierre Campmajo et Maryse Carraretto, « « Comment va le potager ? » : Ethnographie du jardin potager cerdan, entre maison et montagne », Anthropozoologica, no 40(1),‎ 2005, p. 25-44 (lire en ligne [PDF])
- Maryse Carrareto, Savoirs et saveurs des Pyrénées catalanes : tome 1 l'élevage, Loubatieres, 2009
- Jean-Marie Rosenstein, Abeilles et miel en Catalunya Nord, Nîmes, Mondial Livres, 2011
- (es) Guy Lemeunier, « Viajes de abejas : la trashumancia apícola en la Cataluña norte (s. XIX) », dans La trashumancia en la España mediterránea : historia, antropología, medio natural, desarrollo rural, 2004 (ISBN 84-87333-74-5), p. 387-404
- Henry Jacob, « Ruchers des Corbières : note sur les anciennes structures apicoles de la région d’Estagel (P.-O.) », Archéo 66, no 24,‎ décembre 2009